# Glasul patriei
A Glasul patriei [A haza hangja] romániai propagandalap volt 1955 és 1972 között. 
1955-ben a Román Hazatelepülési Bizottsággal (Comitetul român pentru repatriere) párhuzamosan hozták létre, a bizottság lapjaként, azzal a céllal, hogy meggyőzzék a külföldön élő románokat az ország kedvező helyzetéről. A tíz naponként megjelenő lap belföldön nem került forgalomba; a szerkesztőség székhelye 1965-ig Kelet-Berlinben volt, ahonnan könnyebb volt a lapot eljuttatni a nyugati címzetteknek, utána 1972-ig Bukarestben.
Szerkesztői és munkatársai között a Securitate számos tagja szerepelt, köztük Franz Johannes Bulhardt költő. Közreműködői között többen frissen szabadultak a börtönből, vagy közlési tilalom alatt álltak, mint például Nichifor Crainic, Tudor Arghezi, Ion Vinea, Dumitru Stăniloae, Şerban Cioculescu, Păstorel Teodoreanu, Constantin Noica, Constantin C. Giurescu, Vladimir Streinu, Romulus Dianu, Radu Gyr. Utóbb csatlakozott hozzájuk Paul Anghel, Zoe Dumitrescu-Buşulenga, Virgil Carianopol, N. Crevedia, Petre Ghelmez, Nichita Stănescu, Virgil Cândea, Nicolae N. Constantinescu, Dan Simonescu.
A lap cikkei négy csoportba oszthatóak:
- politikai leleplező cikkek a légiós mozgalomról, ennek vezetőiről, a külföldön élő legionáriusokról, a román emigránsokról és szervezeteikről; mindegyik szerző első cikkében saját múltját leplezte le, önkritikát gyakorolt, és hűséget fogadott a kommunista rendszernek
- a rendszer vívmányairól szóló cikkek, amelyben a szocializmus építésében elért sikereket dicsérték (iparosítás, villamosítás, stb.)
- útinaplók, amelyben szintén ki kellett hangsúlyozni a települések átalakulását
- kulturális jellegű cikkek (recenziók, olvasónaplók, irodalmi arcképek stb.)